# Ǝ
La E invertida (Ǝ ǝ) és una lletra addicional de l'alfabet llatí usada en els idiomes africans l'escriptura dels quals està basada en l'alfabet pan-nigerià o l'alfabet africà de referència. La minúscula es basa en una e girada i la forma majúscula majúscula Ǝ està basada en una E majúscula reflectida.
En la seva forma majúscula no s'ha de confondre amb el signe del quantificador existencial utilitzat en lògica, el codi d'Unicode de la qual és U+2203 ∃ there exists. D'altra banda, la seva forma minúscula tampoc no s'ha de confondre amb una vocal usada en la llengua àzeri i altres idiomes caucàsics, codi U+0259 ə latin small letter schwa.
A Unicode, l'E invertida majúscula Ǝ està codificada a U+018E i la minúscula ǝ està codificada a U+01DD.